# فرودگاه سوئوموس‌سالمی
فرودگاه سوئوموس‌سالمی (به انگلیسی: Suomussalmi Airfield) (به زبان بومی: Suomussalmen lentokenttä) یک فرودگاه همگانی است که یک باند فرود شن دارد و طول باند آن ۸۰۰ متر است. این فرودگاه در کشور فنلاند قرار دارد و در ارتفاع ۱۶۵ متری از سطح دریا واقع شده است.